# El farsant
El farsant (títol original: The Ringer) és una pel·lícula estatunidenca de Barry W. Blaustein, estrenada l'any 2005. Va ser distribuïda per la Twentieth Century Fox. Ha estat doblada al català.

## Argument
Steve Barker (Johnny Knoxville) és un pobre noi amb mala sort que treballa en una oficina i desitja ferventment un ascens. Quan l'hi concedeixen, és encarregat d'acomiadar Stavi, l'home de la neteja, però no sent capaç, decideix contractar-lo ell mateix. Els primers dies, Stavi es talla dos dits. Steve no té encara assegurança per a Stavi i no gosa confessar-li-ho. Per pagar la seva operació, ha de trobar diners. Demana llavors consell al seu oncle Gary, endeutat fins al coll. Aquest últim li proposa fer-se passar per deficient intel·lectual als Jocs Olímpics especials i donar una lliçó al campió de pentatló. Altres problemes sorgeixen llavors. Steve ràpidament és observat per alguns competidors però tanmateix continua perquè no vol decebre Lynn (Katherine Heigl), una voluntària de la qual s'ha enamorat.

## Repartiment
- Johnny Knoxville: Steve Barker
- Brian Cox: Gary Barker
- Katherine Heigl: Lynn Sheridan
- Jed Rees: Glen
- Bill Chott: Thomas
- Edward Barbanell: Billy
- Geoffrey Arend: Winston
- John Taylor: Rudy
- Luis Avalos: Stavi
- Leonard Flowers: Jimmy
- Mike Cerrone: Paulie
- Terry Funk: Frankie
- Janna Ambort: Karen
- Bo Kane: Matt